# Liste des fontaines et puits de Dijon
Liste des fontaines et puits de Dijon.

## Histoire
Ville sans fleuve, Dijon est pourtant une cité liée à l'eau. Son nom gallo-romain Divio pourrait venir de Divona, « fontaine sacrée ». Arrosée par plusieurs sources, la cité, dès le Moyen Âge, sait organiser un réseau de fontaines et de puits publics. Au milieu du XIXe siècle, 45 sources sont répertoriées et il existe en ville 88 puits publics. En 1840, la captation des eaux des sources voisines de Dijon par l'ingénieur Henry Darcy, sous le jardin Darcy, permet une réelle alimentation de la ville en eau potable. Les puits sont supprimés pour établir un réseau de 142 bornes-fontaines. Dijon est alors citée comme la deuxième ville en Europe, après Rome, pour la qualité de sa desserte en eau publique.

## Liste des fontaines et bassins

### Historiques
| Fontaine                     | Localisation                       | Description                                                                                       | Auteur(s)                                                                                           | Date | Illus. |
| ---------------------------- | ---------------------------------- | ------------------------------------------------------------------------------------------------- | --------------------------------------------------------------------------------------------------- | ---- | ------ |
| Fontaine aux Tritons (Est)   | Jardin de l'Arquebuse              | La fontaine est accolée au pavillon de l'Arquebuse côté Est                                       | Réalisée à l'initiative de Marc-Antoine Chartraire de Montigny, dernier capitaine des Arquebusiers. | 1783 |        |
| Fontaine aux Tritons (Ouest) | Jardin de l'Arquebuse              | La fontaine est accolée au pavillon de l'Arquebuse côté Ouest                                     | Réalisée à l'initiative de Marc-Antoine Chartraire de Montigny, dernier capitaine des Arquebusiers. | 1783 |        |
| Bassin à jet central         | Jardin de l'Arquebuse              | Architecte-voyer Jacques Caumont                                                                  | Bassin à jet central situé au centre des platse-bandes botaniques.                                  | 1804 |        |
| Petit bassin                 | Jardin de l'Arquebuse              |                                                                                                   | Architecte-voyer Jacques Caumont                                                                    | 1804 |        |
| Petit bassin                 | Jardin de l'Arquebuse              |                                                                                                   | Architecte-voyer Jacques Caumont                                                                    | 1804 |        |
| Petit bassin                 | Jardin de l'Arquebuse              |                                                                                                   | Architecte-voyer Jacques Caumont                                                                    | 1804 |        |
| Bassin hexagonal             | Monastère des Bernardines de Dijon | Le bassin hexagonal du cloître correspond à la fontaine centrale qui existait au milieu du préau. | |      |        |

### Contemporaines
| Fontaine                                 | Localisation                            | Description | Auteur(s)                                               | Date                | Illus. |
| ---------------------------------------- | --------------------------------------- | --- | ------------------------------------------------------- | ------------------- | ------ |
| Borne-fontaine Bayard                    | Square des Ducs de Bourgogne            | Borne-fontaine Bayard à volant | Bayard                                                  |                     |        |
| Borne-fontaine Bayard                    | Rond-point Edmond Michelet              | Borne-fontaine Bayard à volant | Bayard                                                  |                     |        |
| Borne-fontaine Bayard                    | Promenade du Suzon                      | Borne-fontaine Bayard à volant | Bayard                                                  |                     |        |
| Borne-fontaine Bayard                    | Jardin de l'Arquebuse                   | Borne-fontaine Bayard à volant située à côté de la grande Orangerie | Bayard                                                  |                     |        |
| Borne-fontaine Bayard                    | Jardin de l'Arquebuse                   | Borne-fontaine Bayard à volant située à côté du pavillon des Arquebusiers | Bayard                                                  |                     |        |
| Borne-fontaine Bayard                    | Place du Président-Wilson               | Borne-fontaine Bayard à volant | Bayard                                                  |                     |        |
| Borne-fontaine Bayard                    | Cimetière des Péjoces                   | Borne-fontaine Bayard à bouton | Bayard                                                  |                     |        |
| Borne-fontaine d'applique                | Square Carrelet de Loisy                | Borne-fontaine en applique de type fontaine Wallace, Val d’Osne (catalogue N°2) | Val d'Osne                                              | 1872                |        |
| Borne-fontaine                           | Square des Bénédictins                  | Il pourrait s’agir d’une des bornes-fontaines de la ville de Paris du Val d’Osne présentée dans le catalogue pl. 517 et de type fontaine Wallace. | Val d'Osne                                              |                     |        |
| Borne-fontaine                           | Jardin Darcy                            | Borne-fontaine de type fontaine Wallace, composée d'un corps orné cylindrique avec auge et d'un vase à figures féminines avec anses en forme de tête de bélier dont l'une manque, présentée dans le catalogue Durenne spécialisé pour les fontaines pl. 490 n°F.         | Antoine Durenne                                         | 1868                |        |
| Borne-fontaine                           | Cours du Général de Gaulle (côté Est)   | Borne-fontaine de type Fontaine Wallace, pour cours et jardins avec deux coupes, composée d'un corps surmonté de deux dauphins et couronné d'un vase, présentées dans le catalogue du Val d'Osne album n° 2 pl 515 n° U.                                                 | Val d'Osne                                              |                     |        |
| Borne-fontaine                           | Cours du Général de Gaulle (côté Ouest) | Borne-fontaine de type Fontaine Wallace, pour cours et jardins avec deux coupes, composée d'un corps surmonté de deux dauphins et couronné d'un vase, présentées dans le catalogue du Val d'Osne album n° 2 pl 515 n° U.                                                 | Val d'Osne                                              |                     |        |
| Fontaine Henry Bazin                     | Place Saint-Michel                      | Petit monument érigé à la gloire d'Henry Bazin, hydraulicien, membre de l'Académie des sciences et collaborateur d'Henry Darcy. |                                                         | 1890                |        |
| Fontaine à bassin                        | Place Saint-Michel                      | Un premier bassin est créé là en 1534 après le captage des eaux de Champmaillot. Cette première fontaine fut abandonnée en 1636. Aménagé vers 1890, le square prend sa configuration actuelle autour d'un bassin polylobé.                                               |                                                         | 1890                |        |
| Vasque-fontaine                          | Place Dupuis                            | Fontaine à deux vasques dont le modèle est présent en partie dans l'album n°2 du catalogue du Val d'Osne pl. 540 n° P, sauf en ce qui concerne la partie centrale. | Val d'Osne                                              | 1852                |        |
| Fontaine à bassin                        | Place Émile-Zola                        | Le bassin décoré de grenouilles faisait partie d'une fontaine installée place des Cordeliers et disparue durant la Seconde Guerre mondiale. Dédiée à Alexis Piron et œuvre de son homonyme, le sculpteur Eugène Piron, elle comportait ce bassin, réinstallé là en 1982. | Eugène Piron                                            | Réinstallée en 1982 |        |
| Fontaine Groupe d’enfants debout         | Place de la République (côté Est)       | Fontaine composée d'un bassin et d'un piédestal en pierre surmonté d'un groupe d'enfants en fonte, présent dans le catalogue Durenne de 1868, pl. 201_B n° J, sous le titre Groupe d’enfants debout dans la rubrique Groupes de fontaines                                | Albert-Ernest Carrier-Belleuse et Antoine Durenne       | 1868                |        |
| Fontaine Groupe d’enfants agenouillés    | Place de la République (côté Ouest)     | Fontaine composée d'un bassin et d'un piédestal en pierre surmonté d'un groupe d'enfants en fonte, présent dans le catalogue Durenne de 1868, pl. 201_B n° I, sous le titre Groupe d’enfants agenouillés dans la rubrique Groupes de fontaines.                          | Albert-Ernest Carrier-Belleuse et Antoine Durenne       | 1868                |        |
| Fontaine Jeunesse                        | Place Darcy                             | Décor en bronze représentant trois enfants penchés sur un bassin regardant en face d'eux trois grenouilles. On trouve des versions fonctionnelles de cette fontaine notamment à Zurich, Düsseldorf et Odessa.                                                            | Max Blondat                                             | 1904                |        |
| Fontaine du Bazeurai (ou Le Vendangeur ) | Place François-Rude                     | la statue est acquise le 11 août 1852 par le ministre de l’Intérieur pour 6 000 francs. En 1904 : elle est placée sur la fontaine de la place François-Rude et surnommée Bareuzai (ou bas rosé) car elle représente un homme foulant le raisin aux pieds.                | Noël-Jules Girard et Fonderie Thiébaut Frères           | 1852 et 1904        |        |
| Fontaine à bassin                        | Place du Président-Wilson               | En 1881, la place est dotée d'un bassin avec une gerbe à 17 jets. Rénové en 1994, l'ensemble actuel comporte 51 jets, cascade et geysers |                                                         | 1841                |        |
| Bassin à cascades                        | Square Carrelet de Loisy                | Réaménagé au XIXe siècle avec une pièce d'eau entourée de pierres percées, il reprend l'emplacement du jardin de Marguerite de Flandre, épouse de Philippe de Hardi. On dit qu'un bassin déjà y abritait un marsouin.                                                    | Bassin à cascades entouré de roches                     |                     |        |
| Bassin à cascades                        | Square des ducs de Bourgogne            | Réaménagé au XIXe siècle avec une pièce d'eau entourée de pierres percées, il reprend l'emplacement du jardin de Marguerite de Flandre, épouse de Philippe de Hardi. On dit qu'un bassin déjà y abritait un marsouin.                                                    |                                                         |                     |        |
| Fontaine à bassin                        | Jardin Darcy                            | La fontaine est un ensemble de terrasses, balustrades au dessus de nappes d'eau et de jeux de cascades, dans le style néo-Renaissance. | Architecte Félix Vionnois et sculpteur Xavier Schanosky | 1880                |        |

### Modernes
| Fontaine             | Localisation             | Description | Auteur(s)                                             | Date      | Illus. |
| -------------------- | ------------------------ | --- | ----------------------------------------------------- | --------- | ------ |
| Fontaine             | Square Saint-André       | | Section sculpture du lycée des Marcs d'Or             | 1986      |        |
| Bassin à jets        | Place Emmanuel-Adler     | Plan dessiné en 1912 puis conservé à la bibliothèque municipale sous la cote CM I-8 et réalisé en 1934                                                                       | Lucien Bonnamas                                       | 1934      |        |
| Bassin               | Parc Clemenceau          | Petit bassin réalisé lors de l'aménagement du jardin de 1982 à 1986, avec en son centre, L'Ouvrage du Vent, sculpture d'Étienne Hajdu.                                       |                                                       | 1982-1986 |        |
| Fontaine Sadi Carnot | Place de la République   | La fontaine a été créée à partir du Monument Sadi Carnot déjà présent sur la place et lors des travaux de réaménagement de la place pendant les travaux du tramway de Dijon. | Paysagiste Alfred Peter et Fontainier Jean-Max Llorca | 2012      |        |
| Fontaine             | Place de la Libération   | Les fontaines, au nombre de trois, ont été créées lors du réaménagement de la place.                                                                                         | Jean-Michel Wilmotte                                  | 2006      |        |
| Fontaine             | Place de la France Libre | |                                                       |           |        |

### Disparues
| Fontaine                                | Localisation                       | Description | Auteur(s)      | Date                   | Illus. |
| --------------------------------------- | ---------------------------------- | --- | -------------- | ---------------------- | ------ |
| Ancienne fontaine                       | Jardin de l'Arquebuse              | Vestige d'une ancienne fontaine |                |                        |        |
| Ancienne Fontaine                       | Place Jacques-Prévert              | Bassin original (grand prix de Rome) représentant une tête de jeune fille dans un écrin de cheveux sur un miroir d'eau. Ce dernier a été remplacé par un parterre de fleurs pour des raisons sécuritaires                                                                                                   | Denis Mondineu | 1983                   |        |
| Fontaine Marmont de Châtillon-sur-Seine | Anciennement installée place Darcy | La fontaine fut initialement conçue pour la ville de Paris en 1851 puis achetée par la ville de Dijon en 1860 et installée place Darcy. À la suite de problèmes de dépôts calcaire dans la tuyauterie et par conséquent mal aimée des Dijonnais, elle fut vendue à la ville de Châtillon-sur-Seine en 1879. | Val d'Osne     | A Dijon de 1860 à 1879 |        |